# Doom II
Doom II: Hell on Earth, udgivet af id Software i 1994, er et computerspil i førstepersonsperspektiv. Det er fortsættelsen til det populære og revolutionerende spil Doom, som var udgivet året før.
Doom II bruger samme spilmotor som Doom (Id Tech 1) men indeholder 30 nye baner (plus 2 hemmelige), et nyt våben og nye monstre. Spillet foregår på Jorden, hvor en port til helvede er åbnet, og en masse djævelske monstre er sluppet løs.